# 谷岡あゆか
谷岡 あゆか（たにおか あゆか 1994年6月23日 - ）は、日本の元卓球選手。
Tリーグは木下アビエル神奈川所属。

## 人物
1994年6月23日、高知県出身。 日本オリンピック委員会によるジュニア育成システムであるJOCエリートアカデミーの第1期生としてナショナルトレーニングセンターに入所。北区立稲付中学校卒業後、帝京高等学校に進学。ジュニア年代では2008年より代表入り。スペインのマドリードで開催された世界ジュニア卓球選手権大会では団体準優勝、シングルス、ダブルス3位の成績を収めた。
2010年にシンガポールで開催された第1回ユースオリンピック（シンガポールユースオリンピック）では、丹羽孝希（青森山田高等学校）とのコンビで混合団体で優勝、2011年の世界選手権に出場し2回戦で石川佳純に敗退、2012年の全日本卓球選手権大会ではジュニアの部女子シングルスで優勝を飾るなど着実に実績を積み重ねている。
帝京高等学校卒業後はオークワに就職し、女子卓球部に所属し日本卓球リーグでプレー。2013年、JOCが次世代のシンボルアスリートとして初制定した「JOCネクストシンボルアスリート」の6選手の1人に選出された。その後オークワを退社し、地元の高知県の卓球スクール・ファーストステップで選手兼コーチを務めていたが、2015年4月に日本体育大学に入学。
大学卒業後、サンリツに就職し日本卓球リーグでプレー。
2021-22シーズンから、Tリーグの木下アビエル神奈川に入団した。
2022年3月、引退を発表、引退後は日本体育大学で指導者になった。

## 主な戦績
2004年
- 全日本卓球選手権大会カブの部 女子シングルス 優勝

2006年
- 全日本卓球選手権大会カデットの部 13歳以下女子シングルス 優勝
- 全日本卓球選手権大会ホープスの部 女子シングルス 優勝

2008年
- 世界ジュニア卓球選手権 女子シングルス 3位、女子ダブルス 3位（森薗美咲ペア）
- 全日本卓球選手権大会カデットの部 女子ダブルス 優勝

2010年
- 世界ジュニア卓球選手権 団体優勝
- 世界ジュニア卓球選手権 女子ダブルス 3位（前田美優ペア）
- ユースオリンピック 混合ダブルス 優勝（丹羽孝希ペア）

2012年
- 平成23年度全日本卓球選手権大会 ジュニア女子シングルス 優勝
- 世界ジュニア卓球選手権 女子ダブルス 3位（前田美優ペア）

## 脚註